# アフロ軍曹
「アフロ軍曹」は、ダンス☆マンの11枚目のシングル。2004年5月8日にビクターエンタテインメントから発売された。

## 概要
- テレビアニメ『ケロロ軍曹』のエンディングテーマとして使用された[2]。
- 4曲目の「ダンス☆マンのカラオケ☆ファンク講座」は、ダンス☆マンによる歌唱とダンスの指導となっている[3]。

## 収録曲
1. アフロ軍曹 [4:50]
歌：ダンス☆マン
作詞・作曲・編曲：ダンス☆マン、ホーン編曲：川松久芳
  - テレビアニメ『ケロロ軍曹』エンディングテーマ[2]
2. Funkannection 応答せよ! [5:07]
歌：ダンス☆マン&ザ・バンドマン
作詞・作曲・編曲：ダンス☆マン
3. アフロ軍曹（Instrumental） [4:26]
4. ダンス☆マンのカラオケ☆ファンク講座 [5:42]

## 収録アルバム
| 曲名                    | 収録アルバム                          | 発売日         | 規格品番   | 備考                           |
| ----------------------- | ------------------------------------- | -------------- | ---------- | ------------------------------ |
| アフロ軍曹              | 『地球侵略CD★第1巻『ケロロ編』』      | 2004年8月21日  | VICL-61391 | 超ショートバージョンとして収録 |
| アフロ軍曹              | 『地球侵略CD★第2巻『ギロロ編』』      | 2004年9月22日  | VICL-61392 | 超ショートバージョンとして収録 |
| アフロ軍曹              | 『地球侵略CD★第3巻『タママ編』』      | 2004年10月21日 | VICL-61393 | 超ショートバージョンとして収録 |
| アフロ軍曹              | 『地球侵略CD★第4巻『クルル編』』      | 2004年11月21日 | VICL-61394 | 超ショートバージョンとして収録 |
| アフロ軍曹              | 『地球侵略CD★第5巻『ドロロ編』』      | 2004年12月16日 | VICL-61395 | 超ショートバージョンとして収録 |
| アフロ軍曹              | 『ケロロソング、全部入りであります!』 | 2005年3月24日  | VICL-61353 |                                |
| アフロ軍曹              | 『ダンス☆マン respects ケロロ軍曹』   | 2009年2月25日  | VTCL-60094 |                                |
| Funkannection 応答せよ! | 『ダンス☆マン respects ケロロ軍曹』   | 2009年2月25日  | VTCL-60094 |                                |